# Numenoides grandis
Numenoides grandis är en fjärilsart som beskrevs av Butler 1879. Numenoides grandis ingår i släktet Numenoides och familjen tofsspinnare. Inga underarter finns listade i Catalogue of Life.